# Концентраційний стіл

Концентраційний стіл

Концентраційний стіл (загальний вигляд)

Концентраційний стіл. Виставка у Донецьку, 2011.

Концентраці́йний стіл (рос. концентрационный стол, англ. concentrator, concentrating table; нім. Konzentrationsherd m, Herd m) — апарат для гравітаційного збагачення корисних копалин у потоці води, що тече по похилій поверхні, яка коливається та на якій створюються поздовжні жолобки з метою накопичення і транспортування зерен важких мінералів.

## Загальний опис
Концентраційний стіл використовують для збагачення руд рідкісних, благородних і чорних металів (крупністю 0,1-3 мм) і вугілля (0,074-13 мм) густиною в межах 1200-15600 кг/м³. Зокрема збагачують олов’яні, вольфрамові, рідкометалічні та золотовмісні руди. Концентраційні столи з нерухомою прямокутною декою і періодичним розвантаженням (вашгерди) відомі тисячі років. У сучасних концентраційних столах деки здійснюють майже горизонтальний асиметричний зворотно-поступальний рух, що забезпечує розпушення шару частинок і їх транспортування. Внаслідок зносу верхнього шару зерен потоком рідини упоперек деки і транспортування нижнього шару (де концентруються важкі частинки) вздовж деки утворюється віяло зерен матеріалу різної густини (крупності), що дозволяє збирати частинки різної густини в різні приймачі. Форма деки близька до паралелограма, площа її 7-8 м². Деки забезпечені нарифленням, що утворює дрібні канали, напрям яких близький до напряму переносу важких частинок. Частота коливань дек 4-7 Гц, амплітуда 6-30 мм. Кут поперечного нахилу дек для тонких продуктів 1-2о, крупних – до 10о. Кут поздовжнього нахилу ±0,2-0,5о. Концентраційні столи мають 1-6 дек, розташованих одна над одною. Продуктивність кожної деки на крупному матеріалі до 4 т/год, на тонкому – до 0,2-0,5 т/год. Вміст твердого компонента в живленні 15-40% (за масою), витрата додаткової (змивної) води 1-2,5 м³/т. Як правило, на концентраційних столах виділяють концентрат, промпродукти і хвости.
Концентраційні столи мають малу питому продуктивність і вимагають для своєї установки великих виробничих площ. Тому на фабриках
для збагачення корінних і розсипних руд рідкісних металів концентраційні столи використовують головним чином для перечищення концентратів.

### Класифікація концентраційних столів
- Концентраційні столи, що застосовуються при збагаченні корисних копалин, можуть бути одно-, дво-, три- і багатодечними.
- Форма дек може бути прямокутною, трапецієподібною і діагональною.
- Залежно від характеру збагачуваного матеріалу концентраційні столи розрізняються на
  - піскові (для збагачення матеріалу крупністю 0,2–3 мм)
  - шламові (для збагачення матеріалу крупністю 0,02–0,2 мм).

Крупність збагачуваного матеріалу визначає співвідношення між довжиною і шириною деки (для піскових L:B ≈ 2,5; для шламових L:B ≈ 1,5), а також форму рифлів.
- За способом встановлення столи можуть бути опорними (дека опирається на ресори чи пружинні опори) або підвісними (дека підвішена до опорної рами).
  - Концентраційні столи опорного типу
  - Підвісні концентраційні столи

## Конструкція і принцип дії

Схему найпростішого за конструкцією однодечного концентраційного стола показано на рис.  
Концентраційний стіл складається з приводного механізму 1, деки 2 і допоміжних пристроїв (опор 3, жолоба змивної води 4, приймального лотка 5).
Робочою поверхнею концентраційного стола служить дека виготовлена з дерева або з алюмінієвого сплаву і покрита лінолеумом, ґумою чи склопластиком. Вздовж деки закріплені рифлі – рейки прямокутної форми, висота яких зменшується в напрямку до торцевої концентратної частини столу.
За час перебування матеріалу на деці концентраційного столу відбувається розпушення шару, розшарування і транспортування частинок в подовжньому (вздовж рифлів) і поперечному (потоком води) напрямках відповідно з їх густиною і крупністю.
Розпушення шару частинок створюється коливаннями деки і турбулентними вертикальними пульсаціями, що відбуваються в потоці води. Основним засобом розпушення шару в просторі між рифлями є коливання деки, частота коливань якої значно вища частоти вертикальних пульсацій потоку води. Найбільшу розпушеність мають нижні шари, що розташовані поблизу деки, найменшу – середні шари. Додаткове розпушення верхніх шарів, що розташовані над рифлями, відбувається під дією збурень, які створюються турбулентними пульсаціями, а також хвилями на поверхні розділу пульпа-повітря.
Розпушення шару частинок є обов'язковою умовою ефективного розшарування на деці стола.
Розшарування на концентраційному столі має значною мірою характер сегрегації. В нижніх шарах потоку розташовуються найтонші частинки великої густини, над ними – крупніші частинки тієї ж густини в суміші з дрібними частинкам меншої густини, ще вище – послідовно дрібні і крупні частинки меншої густини (тонші частинки – менше 0,01 мм – рухаються разом з потоком води). Однак, в результаті дії турбулентних вихорів тонкі частинки більшої і меншої густини частково вимиваються у верхні шари.
Швидкість розшарування збільшується зі збільшенням густини і зменшенням крупності осідаючих частинок, при зміні частоти і розмаху коливань, що спрямовані на підвищення розпушеності шару.
Швидкість розшарування складає частки міліметра за секунду.
Транспортування частинок в подовжньому напрямку здійснюється в результаті зворотно-поступального руху деки, в поперечному – потоком води.
Швидкість подовжнього переміщення частинок залежить від закону руху деки (конструкції приводного механізму), абсолютного значення прискорення, розміру і густини частинок, коефіцієнтів тертя мінералів об поверхню деки, опору середовища переміщенню в ньому частинок, а також від подовжнього нахилу деки.
Подовжнє переміщення частинки, що знаходиться у відносному спокої на рухомій з перемінною швидкістю деці столу, починається в той момент, коли сила інерції частинки перевищить силу тертя, яка утримує її у спокої.

Лабораторний стенд "Концентраційний стіл"

Критичне прискорення частинки залежить від двох факторів – коефіцієнта тертя і густини. Тому при дії коливального механізму стола зі змінним прискоренням частинки різної густини, що знаходяться на деці, будуть рухатись рівномірно, але з різними швидкостями.
В середньому швидкість подовжнього переміщення частинок знаходиться в межах 1,5 – 3 см/с.
В поперечному напрямку частинки переміщуються нерівномірно. Швидкість поперечного переміщення частинок, що знаходяться в просторі між рифлями незначна. Тільки при виході на поверхню вони захоплюються потоком води і зносяться в поперечному напрямку. Тому середня швидкість руху частинок в поперечному напрямку на порядок менша швидкості їх транспортування потоком води. Вона збільшується зі збільшенням поперечного нахилу деки, витрат змивної води, розрідженості живлення і складає 0,7 – 1,2 см/с.
Таким чином, кінцева швидкість  переміщення частинки по деці стола залежить від двох складових: інерційної і гідродинамічної. Частинки більшої густини , що знаходяться в нижніх шарах, зазнають більшого впливу від інерційних сил, частинки меншої густини – більшого впливу від гідродинамічних сил.
В результаті неоднакового впливу інерційних і гідродинамічних сил на мінеральні частинки різної густини вони розділяються за густиною і крупністю і на деці стола утвориться своєрідне віяло продуктів розділення.

## Приклади сучасних концентраційних столів
Зарубіжні концентраційні столи «Дейстер» і «Дейстер-Оверстром» мають деку за формою близьку до паралелограма, встановлену діагонально. Деки виготовлюють з різним співвідношенням довжини і ширини. Рифлі закріплені паралельно напрямку руху деки.
Особливістю концентраційного столу «Дейстер-Плат-О» є прямокутна дека, яка виконана у вигляді уступів, з’єднаних між собою похилими ділянками, розташованими паралельно лінії зрізу рифлів.  Кут підйому похилих ділянок – близько 5о. Рифлі на деці розташовані паралельно її довгій стороні. Стіл з чотирма уступами застосовують для крупного матеріалу, з трьома – для матеріалу середньої крупності, з двома – для матеріалу крупності – 0,2 мм.
Підвісний концентраційний стіл «Конценко-666» фірми «Дейстер концентрейтер» має 3 паралельно працюючі діагональні деки, шарнірно з’єднані з інерційним привідним механізмом. Деки і приводний механізм підвішують до перекриття або на спеціальній рамі.
Фірми Англії («Холман»), Німеччини («Грузонверк», «Гумбольд», «Ведаг»), Японії («Отсукка»), Франції («Пік») виготовляють переважно концентраційні столи з підкиданням матеріалу. В столах цього типу деку встановлюють або на ресори, нахилені в бік приводного механізму, або на клиноподібні опори. При передньому ході дека рухається разом з матеріалом по похилій лінії угору, а при зворотному ході вона як би відривається від матеріалу і рухається униз. Підкидання матеріалу сприяє кращому розпушенню матеріалу і збільшенню швидкості транспортування його повздовж деки столу.
В Україні на початку ХХІ ст. працюють такі концентраційні столи:
- Концентраційний однодечний стіл СКМ-1  призначений для збагачення матеріалів крупністю 0,1–3 мм.
- Концентраційний ярусний здвоєний стіл ЯСК-1 - має шість дек, що приводяться в рух від одного приводного механізму. Деки розташовані в три яруси двома паралельними секціями (по три з кожного боку).
- Однодечні концентраційні столи опорного типу СКО-0,5; СКО-2; СКО-7,5 мають одну деку діагонального типу з пісковим або шламовим нарифленням і жолобами для прийому і розподілу живлення і змивної води. Дека опирається на жорсткі коливальні опори і приводиться в рух інерційним механізмом. Частота коливань регулюється зміною шківів на валу електродвигуна, а розмах коливань (хід деки) – масою дебалансних вантажів. Регулювання поперечного кута нахилу здійснюється креновим механізмом, а подовжнього – зміною довжини опор.
- Однодечний концентраційний стіл СКОШ-7,5 призначений для збагачення шламів. Дека стола являє собою настил з нарифленнями відлитий зі склопластику. Змонтований над декою жолоб для прийому живлення і змивної води виконаний у вигляді труби з отворами. Других відмінностей у порівнянні з іншими однодечними столами опорного типу немає.
- Багатодечні концентраційні столи опорного типу СКО-15; СКО-22; СКО-30 мають відповідно дві, три і чотири діагональні деки, які розташовані паралельно одна над одною і встановлені разом з приводним механізмом інерційного типу на жорстких опорах, що коливаються.
- Багатодечні концентраційні столи опорного типу СКО-37; СКО-45 за конструкцією являють собою установку з двох багатодечних столів, які розташовані один над одним і мають індивідуальні приводні механізми. 
  - Концентраційний стіл СКО-37 являє собою конструкцію з двох столів: СКО-22 і змонтованого над ним на спеціальній рамі СКО-15.
  - Концентраційний стіл СКО-45 являє собою конструкцію з двох столів СКО-22 змонтованих один над одним на опорній рамі.
- Багатодечний підвісний концентраційний стіл СКПМ-6  являє собою підвісну конструкцію етажеркового типу, що складається з шести алюмінієвих діагональних дек, розташованих одна над одною і скріплених чотирма вертикальними планками-підвісками. Бігармонічний самобалансний вібратор, що створює коливання деки, пов’язаний з електродвигуном клинопасовою передачею. Концентраційний стіл СКПМ-6 розроблений спеціально для збагачення вугілля крупністю до 6 мм з метою одержання низькозольних концентратів, його застосування також ефективне для знесірчування корисної копалини, що має значний вміст піриту.

## Технічні характеристики

Технічні характеристики концентраційних столів.